# Europa Universalis II
Europa Universalis II (в русской локализации — Европа II) — глобальная стратегия, разработанная шведской студией Paradox Interactive. Вышла 12 ноября 2001 года. Игра основана на европейской и мировой истории и затрагивает период между 1419 и 1820 гг.

## Геймплей

Скриншот из игры

Скриншот из игры (политическая карта мира)

В игре игрок управляет одной нацией из восьми великих держав, проходя через сотни лет войн, революций и заговоров. Игроку предстоит управлять экономикой, создавать военно-политические союзы, колонизировать новые земли, контролировать религию и внутреннюю политику, а также обеспечить внутреннюю стабильность. Кроме того, ежегодно появляются случайные события, в игре есть несколько готовых сценариев на основе реальных исторических фактов, что создаёт игроку интересный и разнообразный геймплей.
Игра поставляется с шестью историческими сценариями, начинающимися с важных исторических событий, таких, как провозглашение независимости США и начало Наполеоновских войн. Основная кампания позволяет игрокам выбрать одну мировую державу и провести её от позднего средневековья до XIX века.
Хотя основная кампания направлена прежде всего на крупные европейские державы того времени, такие как Новгородская республика, Королевство Англия, Королевство Франция, Османская империя, Священная Римская империя, Королевство Кастилия и Леон, Византия, игра уникальна тем, что игроки могут выбирать одну из более чем ста наций по всему миру, включая племена индейцев.

## Модификация игры
Игра содержит много мелких деталей, в том числе городское население для каждой из сотен провинций, тысячи исторических правителей, генералов и исследователей, а также названий колоний, армий и флотов.
Кроме того, почти все игровые данные хранятся в легко редактируемых текстовых файлах, игру легко изменять и настраивать, что позволяет почти каждому создавать модификации к игре. Игроки могут создать новые флаги, карты, единицы измерения, исторические события, руководителей и даже целые сценарии.
Также можно играть в кампанию (начиная с Crusader Kings), которая затем преобразуется в Europa Universalis II, а затем и в Victoria, и кончается в Hearts of Iron II: Doomsday, позволяя играть в пределах от 1066 до 1954. Это возможно благодаря встроенным функциям этих игр, которые преобразуют сохраненную кампанию в следующую по времени игру Paradox Interactive.

## Издательская история
Игра была разработана Paradox Interactive как продолжение Europa Universalis и впервые была выпущена для ПК в 2001 году, чуть позднее игра была портирована на Macintosh и издана MacPlay. По состоянию на 2009 год игра портируется на Linux-системы.

## Asia Chapters
Версия игры под названием Europa Universalis II: Asia Chapters была выпущена для азиатского рынка. В игру добавлены новые сценарии, которые сосредоточены вокруг азиатской истории. Также появилась обновленная карта с новыми провинциями в Японии, Корее и Китае.

## Оценки
| Сводный рейтинг | Сводный рейтинг |
| Агрегатор       | Оценка          |
| --------------- | --------------- |
| GameRankings    | 83,94 %         |